# Poul Heegaard
Poul Heegaard (Copenhague, 2 de novembro de 1871 – Oslo, 7 de fevereiro de 1948) foi um matemático dinamarquês, ativo no campo da topologia.
Publicou com Max Dehn um artigo fundamental sobre topologia combinatória.
Foi palestrante do Congresso Internacional de Matemáticos em Bolonha (1928) e Oslo (1936).